# Гейнешть (Сучава)
Гейнешть, Гейнешті (рум. Găinești) — село у повіті Сучава в Румунії. Входить до складу комуни Слатіна.
Село розташоване на відстані 331 км на північ від Бухареста, 36 км на південний захід від Сучави, 129 км на захід від Ясс.

## Населення
За даними перепису населення 2002 року у селі проживала 2001 особа, усі — румуни. Усі жителі села рідною мовою назвали румунську.